# Sysmex
Sysmex K.K. (jap. シスメックス株式会社, Shisumekkusu Kabushiki-gaisha, engl. Sysmex Corporation) ist ein japanisches Unternehmen der In-vitro-Diagnostika mit Sitz in Kobe, Japan. 1978 gegründet als Toa Tokushu Denki K.K. (東亜特殊電機株式会社, dt. „Ostasien-Spezialelektrogeräte“), vertreibt Sysmex weltweit Laboranalysegeräte zur Blutuntersuchung. Im Geschäftsjahr 2022 wurde ein Umsatz von 363,780 Mrd. Yen (2,59 Mrd. Euro) erzielt. Sysmex bezeichnet sich als Marktführer im Bereich der Hämatologie und beschäftigte 2022 rund 9.812 Mitarbeiter, davon rund 900 in Deutschland.

Sysmex unterhält ein Vertriebsnetz mit 53 Tochterunternehmen und 63 Vertriebspartnern in über 190 Ländern.

## Geschäftsbereiche
Die Gesellschaft ist in folgende Geschäftsbereiche unterteilt
- Hämatologie
- Urinanalyse
- Gerinnung
- Life Science

## Auszeichnungen
- Im Jahr 2017 wurde das Unternehmen von der Medien- und Investmentberatungsfirma Corporate Knights als eines der 100 nachhaltigsten Unternehmen der Welt ausgezeichnet.[4]
- Im Jahr 2017 wurde Sysmex zum zweiten Mal in Folge in die Liste der innovativsten Unternehmen der Welt aufgenommen. Mit Platz 27 ist Sysmex das am höchsten bewertete Unternehmen in der globalen Kategorie "Health Care Equipment & Services".[5]